# سییروا سی-۸
سییروا سی-۸ (به انگلیسی: Cierva C.8) یک هواچرخ آزمایشی بود که در سال ۱۹۲۶ توسط خوآن دلا سییروا ساخته شد. این هواچرخ بر پایهٔ آورو ۵۵۲ توسعه یافت و تنها ۶ فروند آزمایشی از آن تولید گشت. تنها دو فروند از ۶ هواچرخ تولید شده باقی ماند که یکی در پاریس فرانسه و دیگری در موزه ملی هوافضای اسمیتسونین ایالات متحده آمریکا در معرض نمایش است.

## مشخصات
داده‌ها از Jane's all the World's Aircraft 1928, Flight 5 July 1928 p543</ref>
ویژگی‌های عمومی
- خدمه: ۱
- ظرفیت: 1 plus۵۰ پوند (۲۳ کیلوگرم)
- طول: ۳۶ فوت (۱۱ متر)
- پهنای بال: ۲۳ فوت ۲ اینچ (۷٫۰۶ متر)
- ارتفاع: ۱۴ فوت ۹ اینچ (۴٫۵۰ متر)
- وزن خالی: ۱٬۷۳۵ پوند (۷۸۷ کیلوگرم)
- وزن ناخالص: ۲٬۳۸۰ پوند (۱٬۰۸۰ کیلوگرم)
- ظرفیت سوخت: ۲۴ گالون بریتانیایی (۲۹ گالون آمریکایی؛ ۱۱۰ لیتر)
- پیشرانه: ۱ عدد  Armstrong Siddeley Lynx IV, ۲۰۰ اسب بخار (۱۵۰ کیلووات)
- قطر روتور اصلی:  ۳۹ فوت ۸ اینچ (۱۲٫۰۹ متر)
- مساحت روتور اصلی: ۱٬۲۳۶ فوت مربع (۱۱۴٫۸ متر مربع)
- ملخ‌ها: دوملخه wooden fixed pitch propeller

عملکرد
- حداکثر سرعت: ۱۰۰ مایل بر ساعت (۱۶۰ کیلومتر بر ساعت، ۸۷ گره)
- سرعت کروز: ۸۵ مایل بر ساعت (۱۳۷ کیلومتر بر ساعت، ۷۴ گره)
- کمینه سرعت کنترل: ۲۵ مایل بر ساعت (۴۰ کیلومتر بر ساعت، ۲۲ گره)
- مداومت پروازی: 3 hours at cruising speed
- نرخ صعود: ۵۰۰ فوت بر دقیقه (۲٫۵ متر بر ثانیه)
- توان به وزن|توان/جرم: 11.9 lb/hp (7.24 kg/kW)

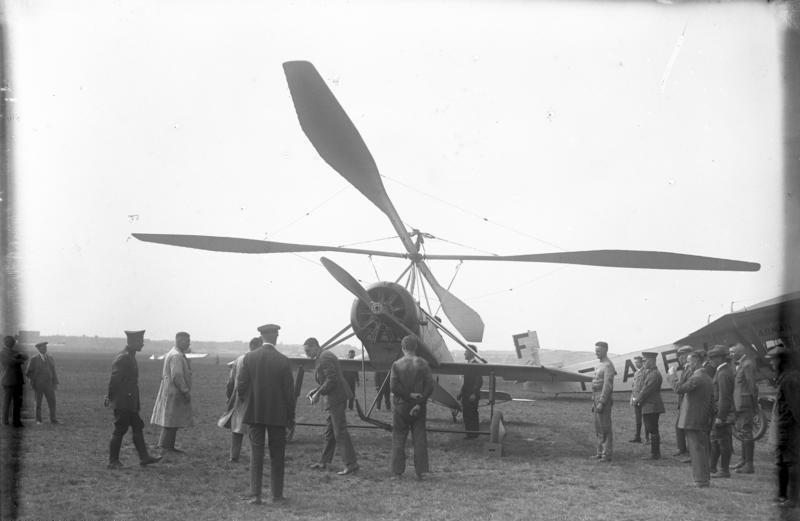
سپتامبر ۱۹۳۰ میلادی
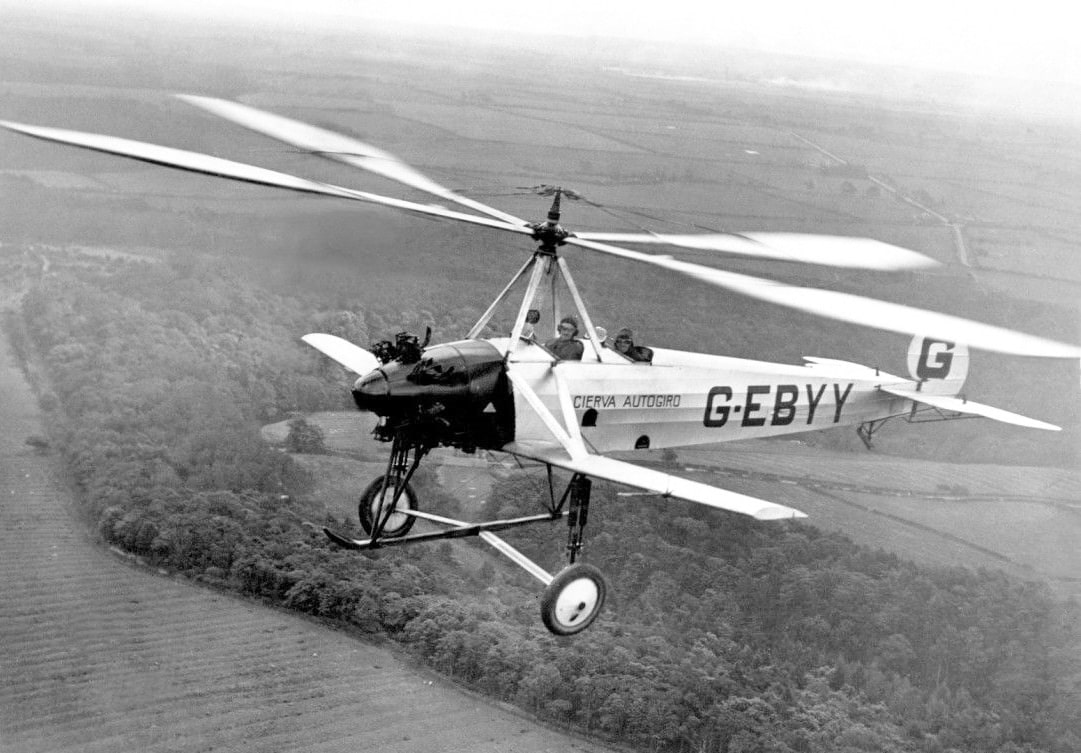
سال ۱۹۲۸ میلادی
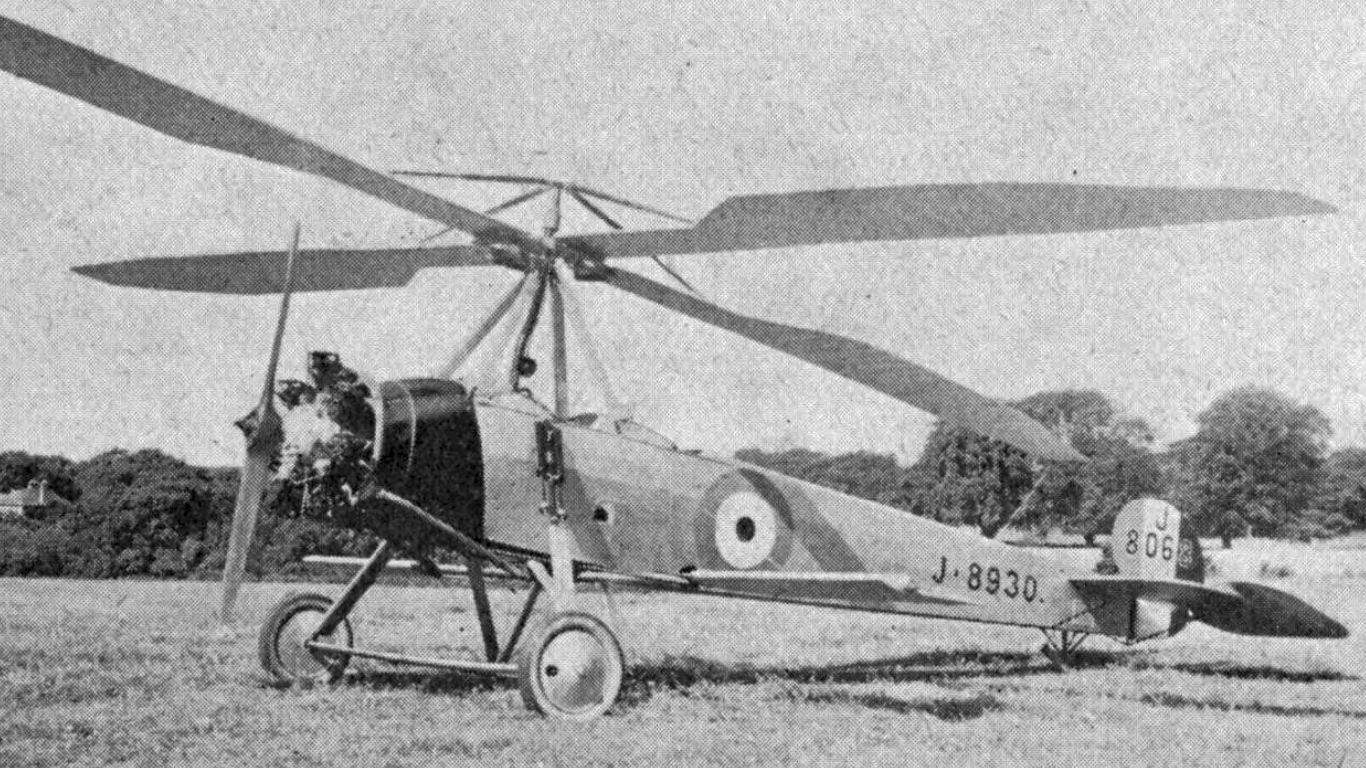
۱۹۲۸
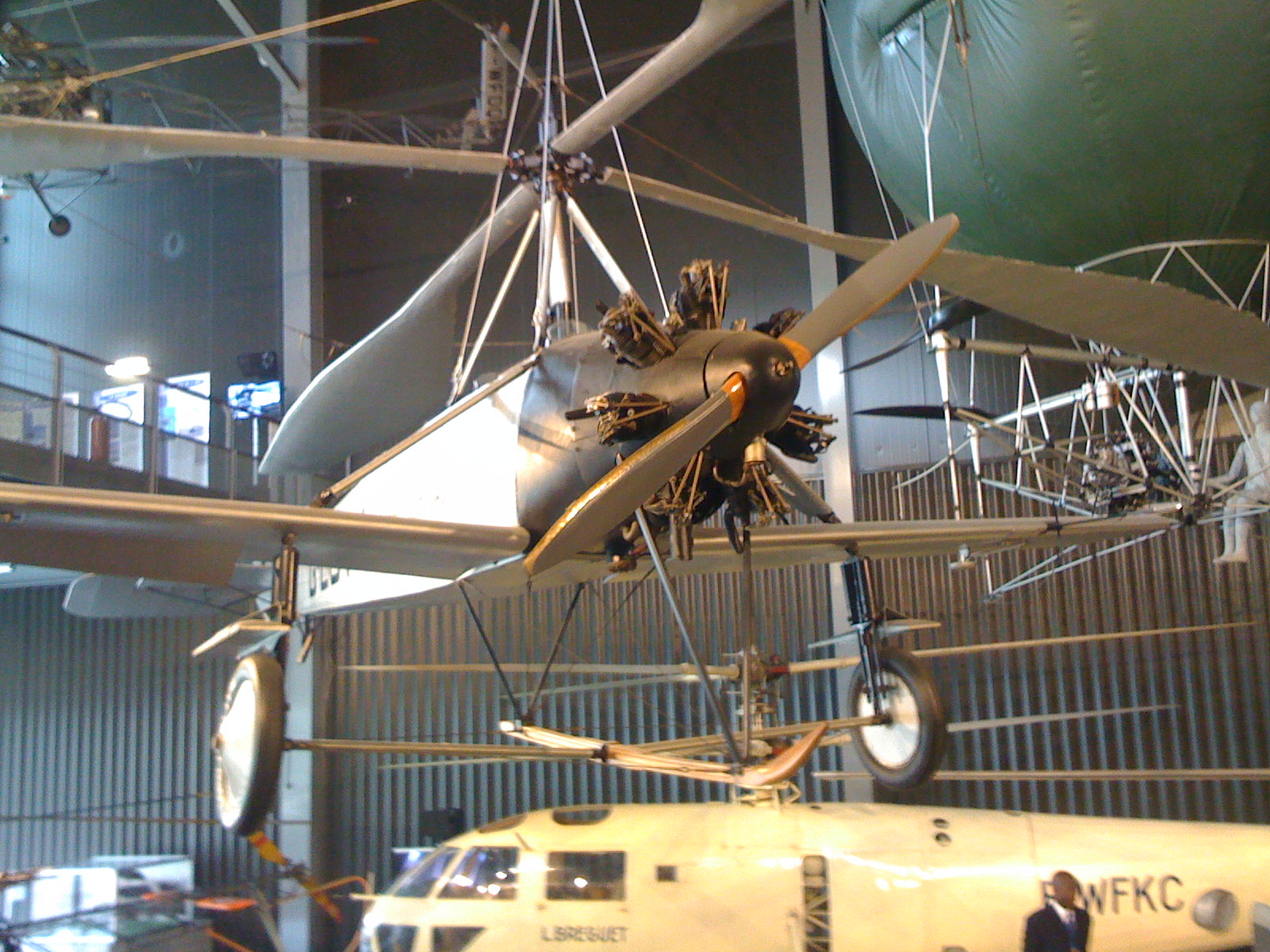
سال ۲۰۰۹ میلادی در موزه پاریس
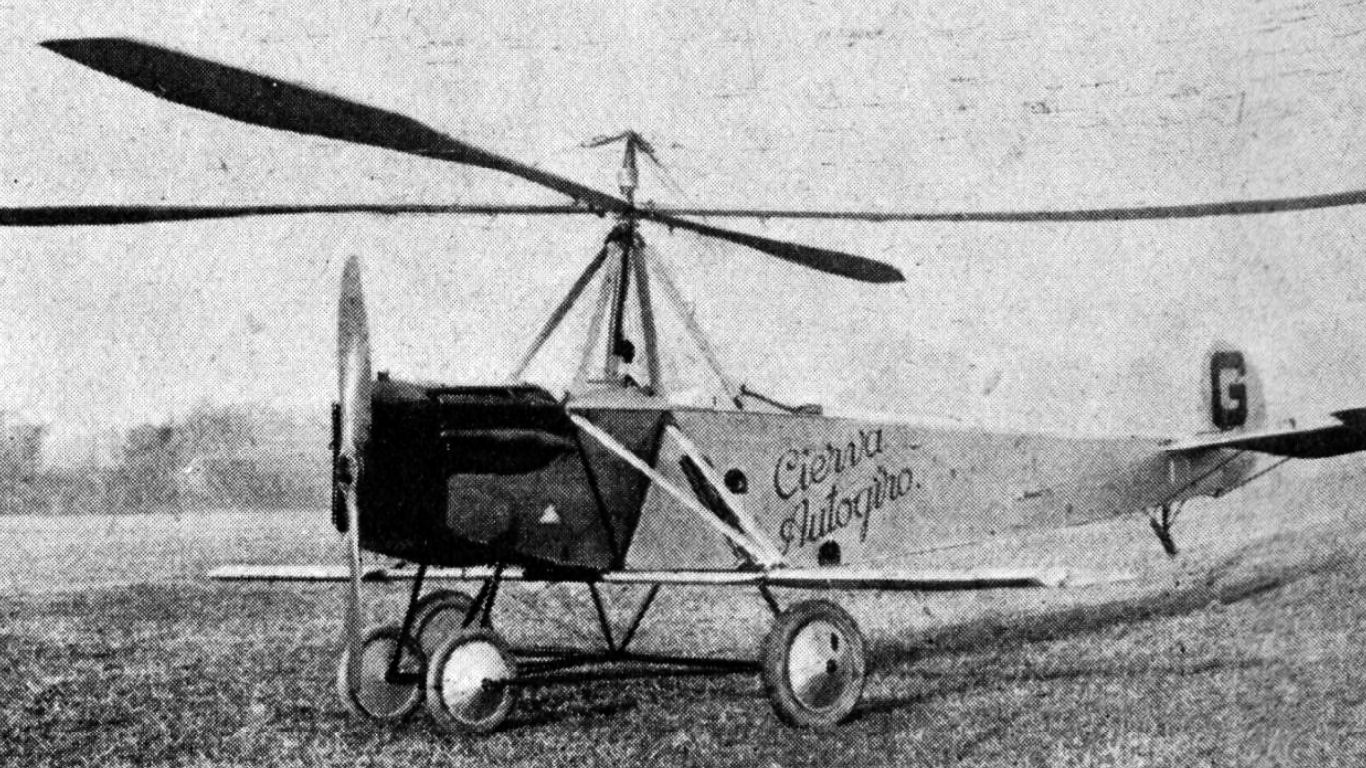
مدل سی-۸-وی
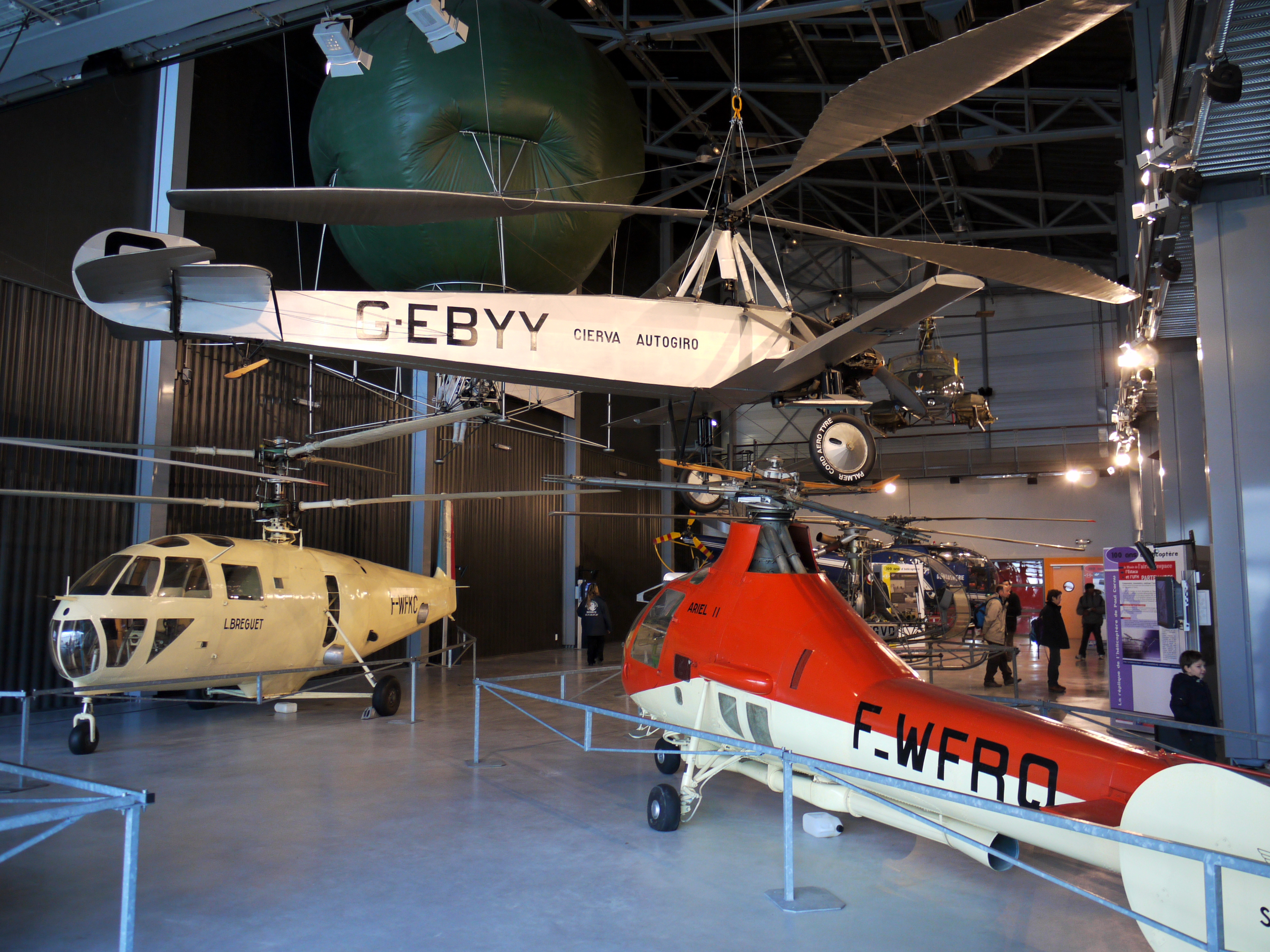
در موزه